# Azlea Antistia
Azlea Antistia, född 18 oktober 1976, är en amerikansk före detta porrskådespelerska. Hon föddes i South Carolina och växte upp i New York. Innan sin karriär inom porrindustrin var hon modell för Guess?. Hon gjorde sin filmdebut 1998 och är känd för sina analscener. Hon avslutade karriären 2003 efter att ha varit med i runt 80 filmer.